# 3-cloro-1-butino
El 3-cloro-1-butino o 3-clorobut-1-ino es un compuesto orgánico de fórmula molecular C4H5Cl. Es un cloroalquino lineal de cuatro carbonos con un triple enlace en un extremo de la cadena carbonada y un átomo de cloro unido al carbono 3. Al ser este carbono asimétrico, este compuesto tiene dos enantiómeros.

## Propiedades físicas y químicas
A temperatura ambiente, el 3-cloro-1-butino es un líquido incoloro con una densidad ligeramente inferior a la del agua, ρ ≃ 0,960 g/cm³.
Su punto de ebullición es 69 °C y su punto de fusión -75 °C, aunque ambos valores son estimados.
El valor del logaritmo de su coeficiente de reparto, logP = 1,336, indica que es algo más soluble en disolventes apolares que en disolventes polares.
En agua, su solubilidad es de 4,3 g/L aproximadamente.

## Síntesis
Se puede sintetizar 3-cloro-1-butino a partir del correspondiente alcohol, 3-butin-2-ol.
Si se emplea 1-cloro-N,N,2-trimetilprop-1-en-1-amina como agente clorante y diclorometano como disolvente se alcanza un rendimiento del 99%.
Por otra parte, el tratamiento de 1-butino con cloro a -9 °C no da lugar a una reacción química apreciable. 
Sin embargo, la fotoiniciación conduce a la formación de siete compuestos clorados: el trans-1,2-dicloro-1-buteno es el producto mayoritario, siendo el 3-cloro-1-butino el segundo más abundante, aunque en proporción de 3 - 5%.

## Usos
La reacción de 3-cloro-1-butino con reactivos de Grignard primarios y secundarios, en presencia de cloruro de hierro (III) como catalizador, da como resultado la rápida formación de alenos. Se emplea como disolvente para los reactivos éter dietílico, mientras que para el catalizador el disolvente es tetrahidrofurano. Por ejemplo, la reacción de este cloroalquino con un haluro de butilmagnesio proporciona el correspondiente aleno, 2,3-octadieno, con un rendimiento del 90%.
En este tipo de reacciones puede también emplearse como catalizador cloruro de paladio (II), junto a hidruro de diisobutilaluminio (DIBAL-H) y trifenilfosfina.
Análogamente, el 3-cloro-1-butino se puede acoplar a nucleófilos basados en fósforo por medio de reacciones catalizadas por paladio.
Otro uso de este cloroalquino es en la elaboración de furopiridinas que actúan como inhibidores de bromodominios, pequeños dominios dentro de las proteínas (de unos 110 aminoácidos) que se unen a la lisina acetilada y que poseen una amplia gama de funciones dentro del célula. En concreto, el 3-cloro-1-butino participa en la síntesis del intermediario 1-(but-3-in-2-il)-4-(metilsulfonil)piperazina.